# Eragrostiella lolioides
Eragrostiella lolioides är en gräsart som först beskrevs av Hand.-mazz., och fick sitt nu gällande namn av Keng f. Eragrostiella lolioides ingår i släktet Eragrostiella och familjen gräs. Inga underarter finns listade i Catalogue of Life.